# Protocolo AX.25
AX.25 es un protocolo de capa de enlace de dato derivado del protocolo X.25 diseñado para uso por radioaficionados. 
Es principalmente utilizado para establecer conexiones y transfiriendo dato en marcos entre nodos y detectando los errores introdujeron por el canal de comunicaciones. Es casi exclusivamente utilizado en VHF y UHF.
Un mecanismo sencillo que utiliza digipeaters está disponible en el nivel datalink. Digipeaters actúan como simples repetidores recibiendo, descodificando y retransmitiendo paquetes de estaciones locales. Permiten múltiples conexiones para ser establecidas entre dos estaciones incapaces de comunicar directamente.

## Implementaciones
Tradicionalmente, los operadores radiofónicos amateurs han conectado a redes AX.25 a través del uso de un controlador, el cual contiene un microprocesador y una implementación del protocolo en firmware.  Estos dispositivos dejan recursos de red para ser accedidos utilizando solo una terminal muda y un transceptor.
Más recientemente, AX.25 ha aparecido en aplicaciones para ordenadores personales. Por ejemplo, el Linux kernel incluye soporte nativo para AX.25 networking. En la década de 1980, el Packet radio se había convertido en una aplicación popular.